# Ministério da Educação, Ciência e Inovação
O Ministério da Educação, Ciência e Inovação (MECI) é o departamento do Governo de Portugal, responsável por definir, coordenar, executar e avaliar as políticas nacionais dirigidas à educação, com as políticas de qualificação profissional.
No XXIV Governo, o ministério tomou o nome de Ministério da Educação, Ciência e Inovação, sob a tutela de Fernando Alexandre.

## Organização

### Secretários de Estado
O Ministro da Educação, Ciência e Inovação é coadjuvado por três Secretarias de Estado:
- Secretário de Estado Adjunto e da Educação
- Secretário de Estado da Administração e Inovação Educativa
- Secretária de Estado da Ciência

### Serviços, organismos e estruturas
O Ministério da Educação, Ciência e Inovação compreende os serviços, organismos e estruturas:
- Serviços centrais:
  - Secretaria-Geral (SG);
  - Inspecção-Geral da Educação e Ciência (IGEC);
  - Direcção-Geral da Administração Escolar (DGAE);
  - Direcção-Geral da Educação (DGE);
  - Direção-Geral dos Estabelecimentos Escolares;
  - Direcção-Geral de Estatísticas da Educação e Ciência (DGEEC);
  - Instituto de Avaliação Educativa (IAVE);
  - Instituto de Gestão Financeira da Educação, I. P.

- Órgãos consultivos:
  - Conselho Nacional de Educação (CNE);
  - Conselho das Escolas.[1]

- Estruturas em articulação com outros ministérios
  - Agência Nacional para a Qualificação e o Ensino Profissional, I. P. (superintendência e tutela).
  - Editorial do Ministério da Educação e Ciência (EMEC).[1]

## História

### Até 1870
O primeiro organismo organizado dedicado aos assuntos relativos à educação foi a Directoria-Geral dos Estudos, criado por D. José a 28 de Junho de 1759. O seu primeiro responsável foi  D. Tomás de Almeida. Nos cem anos que se seguiram, esta instituição teve várias designações: Real Mesa Censória (1771); Junta da Directoria-Geral dos Estudos e Escolas destes Reinos (1794); Conselho Superior de Instrução Pública (1844); e Direcção-Geral de Instrução Pública (1859; integrado no Ministério dos Negócios do Reino). Até 1870, a administração da educação em Portugal foi da responsabilidade do Ministério do Reino. Nesse ano, por Decreto de 22 de Junho, foi criado pela primeira vez um ministério especializado, denominado Ministério dos Negócios da Instrução Pública, liderado por D. António da Costa, e extinto 69 dias depois. Seria de novo instituído com o nome de Direcção-Geral da Instrução Pública, no referido Ministério do Negócios do Reino. Enquanto responsável pelo Ministério, D. António da Costa publicou a Reforma da Instrução Primária, em Agosto de 1870.

### A autonomização do ensino superior
O ensino superior encontrou-se, até 2024, no âmbito de outro departamento governamental, o Ministério da Ciência, Tecnologia e Ensino Superior.
A autonomização do ensino superior num departamento governamental próprio iniciou-se em 2002 e foi interrompida entre 2011 e 2015:
- Ministério da Ciência e Ensino Superior (2002 — 2004);[5]
- Ministério da Ciência, Inovação e Ensino Superior (2004 — 2005);[6]
- Ministério da Ciência, Tecnologia e Ensino Superior (2005 — 2011);[7]
- Ministério da Ciência, Tecnologia e Ensino Superior (2015 — 2024).[8]

### O setor da ciência
O setor da ciência tem sido da responsabilidade de diferentes departamentos governamentais. Em 1995 foi criado um ministério especialmente vocacionado para esse setor (Ministério da Ciência e Tecnologia). Em 2002, com a autonomização da responsabilidade governamental pelo ensino superior a investigação científica juntou-se-lhe. Em 2011 a investigação científica acompanhou o ensino superior no regresso ao Ministério denominado da Educação e Ciência. Em 2015, a ciência e o ensino superior voltaram a ser tutelados pelo de novo denominado Ministério da Ciência, Tecnologia e Ensino Superior.

## Cronologia das designações do Ministério

### Até 1870
- Real Mesa Censória (1771)
- Junta da Directoria-Geral dos Estudos e Escolas destes Reinos (1794)
- Conselho Superior de Instrução Pública (1844)
- Direcção-Geral de Instrução Pública (1859; integrado no Ministério dos Negócios do Reino)

### De 1870 à actualidade
Entre 1870 e a actualidade, o departamento governamental responsável pela educação sofreu diversas alterações na sua denominação e âmbito:
- Ministério dos Negócios da Instrução Pública (1870 — 1870)
- Ministério do Reino (1870 — 1890)
- Ministério da Instrução Pública e Belas Artes (1890 — 1892)
- Ministério do Reino (1892 - 1910)
- Ministério do Interior (1910 - 1913)
- Ministério da Instrução Pública (1913 — 1936)
- Ministério da Educação Nacional (1936 — 1974)[9]
- Ministério da Educação e Cultura (1974 — 1975)[10]
- Ministério da Educação e Investigação Científica (1975 — 1978)
- Ministério da Educação e Cultura (1978 — 1978)[11]
- Ministério da Educação e Investigação Científica (1978 — 1979)[12]
- Ministério da Educação (1979 — 1980)[13]
- Ministério da Educação e Ciência (1980 — 1981)[14]
- Ministério da Educação e das Universidades (1981 — 1982)[15]
- Ministério da Educação (1982 — 1985)[16]
- Ministério da Educação e Cultura (1985 — 1987)[17]
- Ministério da Educação (1987 — 2011)[18]
- Ministério da Educação e Ciência (2011 — 2015 )[19]
- Ministério da Educação (2015 — 2024).[20]
- Ministério da Educação, Ciência e Inovação (2024 — )

## Titulares
Ver:
- Lista de ministros da Educação de Portugal
- Lista de ministros da Ciência de Portugal